# ماينو نيري
ماينو نيري (بالإيطالية: Maino Neri)‏ (مواليد 30 يونيو 1924) هو لاعب كرة قدم. يلعب مع منتخب إيطاليا لكرة القدم. سبق له أن لعب في كأس العالم لكرة القدم مع منتخب بلاده.

## روابط خارجية
- ماينو نيري على موقع الاتحاد الدولي (مؤرشف)  (الإنجليزية)
- ماينو نيري على موقع قاعدة بيانات كرة القدم.إي يو (الإنجليزية)
- ماينو نيري على موقع ناشيونال فوتبول تيمز (الإنجليزية)
- ماينو نيري على موقع عالم كرة القدم.نت (الإنجليزية)
- ماينو نيري على موقع أوليمبيديا (الإنجليزية)